# Гідронефроз
Гідронефроз (від грец. hydor — вода і грец. nephros — нирка) – хвороба, яка характеризується підвищенням розмірів нирки, її щільності, пов'язане з ускладненням відтоку сечі з нирки. Без належного лікування це може викликати її прогресуючу атрофію. У випадках гідроуретронефрозу, спостерігається розширення як сечоводу, так і ниркової миски та чашок, що виникає через порушення відтоку сечі по сечоводу.

## Клінічні прояви
Залежать від того, чи є проблема відтоку рідини гострою або хронічною, частковою або повною, одно- або двосторонньою. Гідронефроз, що проходить гостро з раптовим початком (викликаний наявністю каменів у нирках). Лікування гідронефрозу полягає у видаленні об’єкту, що його викликав і вилученні сечі, накопиченої у нирці за період обструкції. Таким чином, специфічність лікування залежить від того, де знаходиться ця перешкода, що спричинює обструкцію (наприклад, нирковий камінь), і виду захворювання (гостре чи хронічне).
Гостра обструкція верхніх сечовидільних шляхів зазвичай лікується за допомогою вставки нефростомної трубки. Хронічна обструкція верхніх сечовидільних шляхів лікується вставкою стенту сечовода (гнучка тонкая трубка) або піелопластикою (хірургічна операція, що полягає у видаленні звуження в зоні переходу ниркової лоханки в сечовід).
Обструкція нижніх сечовидільних шляхів (наприклад, спричинена ускладненням відтоку сечі з сечового міхура унаслідок гіперплазії передміхурової залози) зазвичай лікується шляхом введення сечового (вводять у сечовидільний канал) або надлобкового катетера (вводять через розріз лобка напряму в сечовий міхур), може викликати сильний біль у бічних ділянках тулуба між стегном і ребрами. З іншого боку, гідронефроз, що розвивається поступово, як правило, не викликає гострого болю чи постійного дискомфорту. При гідронефрозі можуть також спостерігатись нудота і блювання. Ускладнення відтоку рідини з сечовидільного каналу або сечового міхура може викликати біль і відчуття тиску на інші органи в результаті розтягування сечового міхура. Блокування потоку сечі, як правило, викликає інфекції сечових шляхів, які, в свою чергу, можуть привести до утворення додаткових каменів, гарячки, а також наявності крові або гною в сечі. При повній непрохідності сечових шляхів виникає ниркова недостатність.
Аналіз крові може показати порушення функції нирок (підвищений рівень сечовини або креатиніну) або дисбаланс електролітів (наприклад, гіпонатріємія або гіперхлоремічний ацидоз). Аналіз сечі може вказувати на підвищений рН за рахунок вторинного руйнування нефронів всередині ураженої нирки. За допомогою фізикального обстеження методом пальпації черевної порожнини або поперекової області можна виявити відчутне збільшення, викликане зростанням розмірів нирки.

## Патогенез
Гідронефроз є результатом кількох патофізіологічних явищ. Структурні аномалії в ділянках з’єднань між нирками, сечоводами і сечовим міхуром, що призводять до гідронефрозу, можуть відбутися в період внутрішньоутробного розвитку. Деякі з цих вроджених дефектів визначені як спадкові захворювання. Інші структурні аномалії можуть бути викликані травматичним ушкодженням, хірургічним втручанням або променевою терапією.
Перетискання одного або двох сечоводів також може бути викликане дефектами розвитку (такими як аномально розміщені вени, артерії, пухлини), що виникають у процесі фетальної стадії. Двостороннє перетискання сечоводів може зустрічатися під час вагітності у результаті збільшення матки. Зміни рівня гормонів протягом цього періоду також можуть вплинути на м'язові скорочення сечового міхура, що ще більше ускладнює дану ситуацію. Джерела обструкції (перетискання), які можуть виникнути у зв'язку з іншими причинами, включають камені в нирках, тромби, заочеревинний фіброз.
Проблеми відтоку рідини можуть бути частковими або повними. Це може статися в будь-якій ділянці від уретри до чашечок ниркової миски.
Гідронефроз також може бути результатом зворотного потоку сечі з сечового міхура назад у нирки. Це відтік може бути викликаним одним із факторів, перерахованих вище, а також стисненням на виході із сечового міхура в уретру при збільшенні передміхурової залози або застоєм фекалій в товстій кишці, а також аномальними скороченнями м'язів сечового міхура в результаті неврологічної дисфункції або інших м'язових порушень.
Перетискання, що відбувається в будь-якій ділянці вздовж верхніх сечовидільних шляхів призведе до збільшення тиску в структурах нирки у зв'язку з неможливістю проходження сечі у напрямку нирки - сечовий міхур. Загальні причини обструкції верхніх сечовидільних шляхів включають камені в нирках і сечовидільних шляхах, звуження сечоводів або вищерозміщених ниркових мисок.
Перетискання нижніх сечових шляхів також може викликати зростання тиску у зв’язку з застоєм сечі в нирках. Загальні причини включають дисфункцію сечового міхура (наприклад, нейрогенний сечовий міхур), перетискання (наприклад, клапаном задньої уретри в немовлят чоловічої статі) або стиснення уретри (від гіпертрофії передміхурової залози у літніх людей чоловічої статі).
Все, що викликає обструкцію призводить до підвищення тиску, що поширюється на чутливі тканини, які становлять собою систему фільтрації в нирках, що може в кінцевому підсумку призвести до виникнення інфекції, утворення каменів,а також втрати функції нирок. Додаткові ускладнення, що є результатом обструкції нижніх сечовидільних шляхів включають застій сечі, що також може привести до виникнення інфекції в сечовому міхурі. Перетискання може бути результатом наявності пухлини в області таза, що стискає сечовід, наприклад у пацієнтів з раком шийки матки (стадії IIIA-IVB).

## Діагностика
Існує внутрішньоутробна діагностика. Так в більшості випадків хворобу виявляють випадково за допомогою звичайного ультразвукового обстеження матері під час вагітності. Проте, приблизно в половині всіх пренатально виявлених випадків гідронефроз є тимчасовими і на момент народження дитина є здоровою, в інших 15 % гідронефроз зберігається, але він не пов'язаний з обструкцією сечових шляхів (так званий необструктивний гідронефроз). У цих дітей, регресія гідронефрозу відбувається спонтанно, зазвичай до трьохрічного віку. В інших 35% випадків пренатального гідронефрозу, патологічний стан може спостерігатись і після народження.
Вибір виду клінічної діагностики залежить від віку пацієнта, а також того, був виявлений гідронефроз випадково (внутрішньоутробно) чи пов'язаний з іншими симптомами.
Як правило, використовують аналіз крові (зокрема, на рівень креатиніну), але результати повинні інтерпретуватися з обережністю. Іноді, навіть у випадках тяжкого одностороннього гідронефрозу, загальна функція нирок може залишатися в нормі, адже робота здорової нирки бере на себе функції тієї, що має патологію. Аналіз сечі зазвичай проводиться для визначення наявності крові (що характерно для каменів в нирках) або ознаки інфекції. Порушення концентраційної функції чи підвищений рівень рН сечі (дистальних ниркових канальців) також часто зустрічається у зв'язку з травмами та іншими нирковими патологіями.
Методи візуалізації,такі як: внутрішньовенна урографія,ультразвукове обстеження, комп’ютерна томографія(КТ) або магнітно-резонансна томографія(МРТ), є важливими методами дослідження для визначенні наявності та причину гідронефрозу. У той час як ультразвук дозволяє ідентифікувати гідронефроз, внутрішньовенна урографія використовується для визначення локалізації обструкції.
Вибір методу діагностики залежить від клінічної картини (історія хвороби, симптоми і висновки експертизи). У разі ниркової кольки ранню діагностику, як правило, проводять за допомогою комп’ютерної томографії. Тут перевага полягає у тому, що видно, чи був гідронефроз викликаний обструкцією відтоку сечі, а також можна перевірити функціонування іншої нирки. Багато ниркових каменів не видно на звичайному рентгенівському знімку або внутрішньовенній урографії, але 99% каменів видно на комп’ютерній томографії, тому КТ є найдоцільнішою. Проте, інколи є причини для уникнення радіаційного опромінення, наприклад, під час вагітності.
У випадку гідронефрозу, виявленого випадково під час пренатального періоду, після пологів проводять УЗД нирок, оскільки, як вже зазначалося, в багатьох випадках пренатальний гідронефроз зникає до моменту народження. Це зазвичай роблять протягом перших кількох днів після народження, адже є певний ризик, що отриманні ранні (перед пологові) результати можуть пропустити деякі випадки легкої форми гідронефрозу у зв’язку з супутньою олігурією новонароджених. Тому деякі експерти рекомендують робити УЗД на 4-6 тижні вагітності, щоб зменшити помилково-негативну оцінку результатів первинного обстеження. Цистоуретрограму сечовипускання(voiding cystourethrogram) також зазвичай отримують, щоб виключити можливість міхурово-сечовідного рефлексу (синонім везико-уретеральний рефлюкс) або анатомічні аномалії, такі як задній клапан уретри. Нарешті, якщо гідронефроз є значним і є можлива обструкція у ділянці між нирковою мискою і верхньою частиною сечоводу або в області впадання сечоводу в сечовий міхур, проводять ядерну томографію, наприклад, MAG- 3 сканування.

## Прогноз
Прогноз гідронефрозу може дуже відрізнятись і залежить від причин, що його викликали. Також він залежить від того, уражені одна (односторонній гідронефроз) чи обидві (двосторонній) нирки, рівня функціональної активності нирок, тривалості гідронефрозу, гострого чи хронічного перебігу захворювання, а також того, коли виник гідронефроз (в момент формування чи у зрілій нирці).
Наприклад, односторонній гідронефроз, викликаний наявністю каменю, найімовірніше, зникне, коли камінь вийде. У цьому випадку можливість повного одужання дуже висока. З іншого боку, важкий двосторонній пренатальний гідронефроз, найімовірніше, матиме поганий довгостроковий прогноз тому, що проблеми відтоку рідини в період формування нирок викликають патології нирок новонароджених, навіть, якщо перешкода, яка викликала захворювання зникає після народження.

## Лікування
Лікування гідронефрозу полягає у видаленні об'єкту, що його викликав і вилученні сечі, накопиченої у нирці за період обструкції. Таким чином, специфічність лікування залежить від того, де знаходиться ця перешкода, що спричинює обструкцію (наприклад, нирковий камінь), і виду захворювання (гостре чи хронічне).
Гостра обструкція верхніх сечовидільних шляхів зазвичай лікується за допомогою вставки нефростомної трубки. Хронічна обструкція верхніх сечовидільних шляхів лікується вставкою стенту сечовода (гнучка, тонка трубка) або пієлопластика (хірургічна операція, що полягає у видаленні звуження в зоні переходу ниркової миски в сечовід).
Обструкція нижніх сечовидільних шляхів (наприклад, викликана ускладненням відтоку сечі з сечового міхура унаслідок гіперплазії передміхурової залози) зазвичай лікується шляхом введення сечового (вводять в сечовидільний канал)або надлобкового катетера (вводять через розріз лобка напряму в сечовий міхур).
У всіх випадках підстав для застосування хірургічного втручання немає.